# حیالین مصیاف
حیالین مصیاف (به عربی: حیالین مصیاف) یک روستا در سوریه است که در ناحیه مرکزی مصیاف واقع شده‌است. حیالین مصیاف ۱٬۷۰۹ نفر جمعیت دارد.